# Firangiz Ahmedova
Firangiz Ahmedova (en azerí: Firəngiz Əhmədova; Bakú, 23 de septiembre de 1928-Bakú, 16 de diciembre de 2011) fue cantante de ópera de Azerbaiyán, profesora de música, diputada, Artista del Pueblo de la RSS de Azerbaiyán y de la Unión Soviética.

## Biografía
Firangiz Ahmedova nació el 23 de septiembre de 1928 en Bakú. Después de graduarse del Colegio de Música de Bakú ingresó en la Academia de Música de Bakú en 1955. Desde 1951 hasta 1988 fue solista del Teatro de Ópera y Ballet Académico Estatal de Azerbaiyán. Realizó giras por las ciudades de la Unión Soviética, Praga, Bratislava, Varsovia, Sofía, Bucarest, Berlín. Fue diputada del Sóviet Supremo de la Unión Soviética y del Sóviet Supremo de la RSS de Azerbaiyán. Desde 1963 fue miembro del Partido Comunista de la Unión Soviética.
Firangiz Ahmedova murió el 16 de diciembre de 2011 en Bakú y fue enterrada en el Callejón de Honor.

## Actividades

### En teatro
- ”Arshin mal alan”  de Uzeyir Hajibeyov
- ”Koroglu” de Uzeyir Hajibeyov
- ”Shah Ismayil” de Muslim Magomayev
- ”Nargiz” de Muslim Magomayev
- ”Sevil” de Fikret Amirov
- ”Azad” de Jahangir Jahangirov
- ”Bahadur y Sona” de Suleyman Alasgarov
- ”Daisi” de Zakharia Paliashvili
- ”Tosca” de Giacomo Puccini
- ”Aida” de Giuseppe Verdi
- ”Madama Butterfly” de Giacomo Puccini
- ”Eugenio Oneguin” de Piotr Ilich Chaikovski

### Filmografía
- 1956 – “No eso, entonces esto”
- 1961 – “El concierto”
- 1970 – “Sevil”
- 2003 – “Firangiz Ahmedova”
- 2010 – “El amor sin palabras”

## Premios y títulos
- Artista de Honor de la RSS de Azerbaiyán (1956)
- Orden de Lenin (1959)
- Artista del Pueblo de la RSS de Azerbaiyán (1964)
- Artista del pueblo de la URSS (1967)
- Orden Shohrat (1998)